# Chercher le garçon
Cet article concerne le film de Dorothée Sebbagh. Pour l'album et la chanson de Taxi Girl, voir Cherchez le garçon et Cherchez le garçon (chanson).
Pour plus de détails, voir Fiche technique et Distribution.
Chercher le garçon est un film français réalisé par Dorothée Sebbagh, sorti en 2012.

## Synopsis
Émilie, jeune célibataire habitant Marseille, se décide un soir du réveillon de la Saint-Sylvestre à s'inscrire sur Meet Me, célèbre club de rencontre en ligne. Ses aventures lui feront découvrir tout un panel d'hommes tous plus insolites les uns que les autres. Partant d'un simple jeune « Les yeux bleus » ne voulant que tirer un coup, en passant par un fétichiste du Playmobil, Monsieur X, elle ne désespèrera pas et tombera sur l'amour de sa vie, Amir.

## Fiche technique
- Réalisation : Dorothée Sebbagh
- Scénario : Dorothée Sebbagh
- Photographie : Michel Dunand
- Musique : Andromakers
- Montage : Laurent Rouan
- Son : Maxime Gavaudan
- Durée : 70 min
- Pays de production:  France
- Date de sortie : France : 9 mai 2012

## Distribution
- Sophie Cattani : Emilie
- Moussa Maaskri : Amir
- Gérard Dubouche : Gérard
- Aurélie Vaneck : Audrey, la cousine d'Emilie
- Franck Libert : Thierry les yeux bleus
- Laurent Lacotte : Julien le romantique
- Frédéric Restagno : le boxeur
- Cyril Lecomte : Yough Grant
- Christophe Carotenuto : Christophe
- Fabien Aïssa Busetta : Hicham
- Antoine Mahaut : le danseur
- Lionel Briand : Renard du désert
- Olivier Seror : Monsieur X
- Roland Menou : le bonobo
- Cyril Brunet : Foot-13